# 3354 McNair
3354 McNair è un asteroide della fascia principale. Scoperto nel 1984, presenta un'orbita caratterizzata da un semiasse maggiore pari a 2,3245165 UA e da un'eccentricità di 0,0962178, inclinata di 6,41831° rispetto all'eclittica.
È stato chiamato così in ricordo di Ronald McNair (1950–1986), astronauta statunitense vittima del disastro dello Space Shuttle Challenger.